# Bergen op Zoom

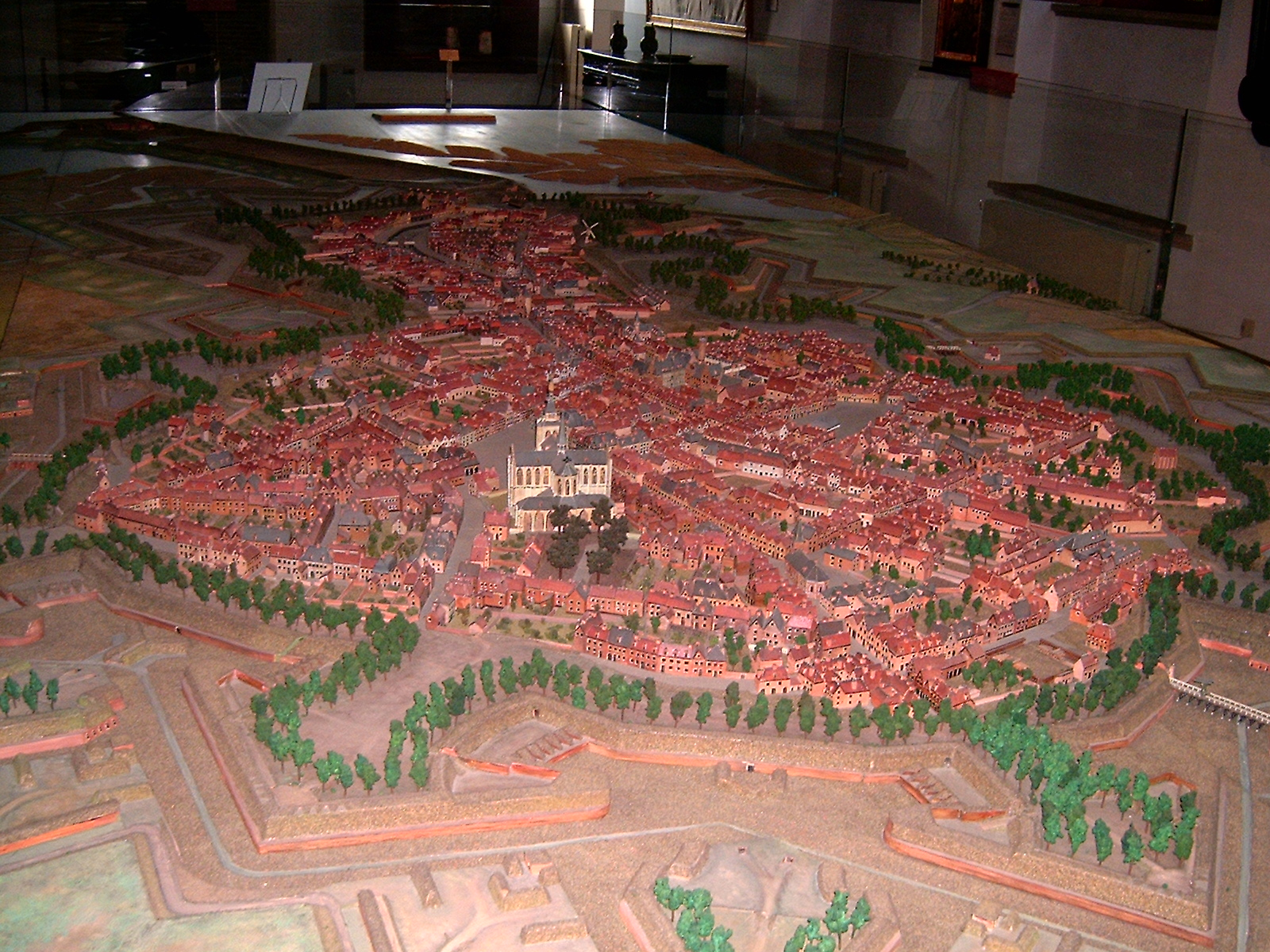
Modell av fästningstaden

Bergen op Zoom är en kommun i provinsen Noord-Brabant i Nederländerna. Kommunens totala area är 93,13 km² (där 12,37 km² är vatten) och invånarantalet är på 66 155 invånare (januari 2012). Stan är en gammal stad, som först rapporterades under år 1214. I Bergen op Zooms kommunen hör också byarna Halsteren, Lepelstraat och Heimolen. Bergse karneval (vastenavend) är en av de mest kända i sitt slag i Nederländerna.